# Lytta molesta
Lytta molesta är en skalbaggsart som först beskrevs av Horn 1885.  Lytta molesta ingår i släktet Lytta och familjen oljebaggar. Inga underarter finns listade i Catalogue of Life.